# 本山理咲
本山 理咲（もとやま りさ、1968年4月19日 - ）は、日本の漫画家。神奈川県出身。O型。日本大学商学部卒。同じく漫画家の本山一城は実兄。

## 作品リスト
- 塀の上のジゴロたち→ハッピーエンドではじめよう（まんがタイムオリジナル、連載終了）
- 『ハッピーエンドではじめよう』第1巻 2010年発行 ISBN 9784832268883
- ケ・セラ・セラピー（まんがくらぶオリジナル、連載終了）
- しみぞうがでるぞう（講談社） - おはなしえほんシリーズの6巻。2004年発行 ISBN 9784063661064
- 漫画　明日がくる『いじめ　心の中がのぞけたら』第1巻〜5巻発行　以下続刊
- 他